# Chris Rose (Künstler)
Christopher Andrew Rose (* 27. August 1959 in Kilembe, Uganda) ist ein britischer Tierillustrator. Seit 1983 ist er Mitglied der Society of Wildlife Artists (SWLA).

## Leben
Rose wurde in Uganda geboren, wo er bis zu seinem sechsten Lebensjahr lebte. Nach einer Ausbildung an der Rydens County Secondary School in Hersham, Surrey studierte er ab 1979 Biologie an der University of Nottingham, wo er 1981 zum Bachelor of Science graduierte. Da er als Biologe keine Arbeit fand, arbeitete er bis 1982 als Illustrator für das Dorset Heritage Coast Project. Zwischen 2003 und 2009 war er Direktoriumsmitglied der Federation of British Artists.
Rose illustrierte mehrere Bücher über Vögel und andere Tiere, darunter A Handbook to the Swallows and Martins of the World (1989 von Angela Turner), Grebes of the World (2002 von Malcolm Ogilvie), and In a Natural Light (2005 von Rose). Daneben gehörte er zu den Illustratoren der Enzyklopädie-Reihe Handbook of the Birds of the World, darunter Band 4, Band 6 bis Band 12, Band 14, Band 16 und Sonderband New Species and Global Index.

## Werke, die von Chris Rose illustriert wurden (Auswahl)
- Angela K. Turner: A Handbook to the Swallows and Martins of the World. 1989.
- Derek A. Ratcliffe: The Raven. 1997.
- Malcolm Ogilvie: Grebes of the World. 2002.
- In a Natural Light: The Wildlife Art of Chris Rose. 2005.
- Derek A. Ratcliffe: The Peregrine Falcon. 2010 (Nachdruck der Ausgabe von 1993).
- Peter Clement: Robins and Chats. 2015.
- James A. Eaton, Bas van Balen, N. W. Brickle, Frank E. Rheindt: Birds of the Indonesian Archipelago., Lynx Edicions, Barcelona, 2016.

## Ausstellungen (Auswahl)
- seit 1984:  Jährliche Ausstellung der SWLA, Mall Galleries, London
- 1990: Wildlife Art – Drei-Mann-Ausstellung, Wildlife Art Gallery, Lavenham
- 1992: Birds in Art – Gruppenausstellung, Leigh Yawkey Woodson Art Museum, Wisconsin, USA
- 1993: Portrait of a Living Marsh – ANF Gruppenausstellung, Wildlife Art Gallery, Lavenham; Wildlife – the Artist’s View – Gruppenausstellung, Leigh Yawkey Woodson Art Museum, Wisconsin, USA
- 1995: Extramudura – ANF Gruppenausstellung, Wildlife Art Gallery, Lavenham
- 2000: Drawn to the Forest – SWLA Gruppenausstellung, Wildlife Art Gallery, Lavenham
- 2001: Chris Rose – Soloausstellung, Wildlife Art Gallery, Lavenham
- 2003: Chris Rose – Soloausstellung, Wildlife Art Gallery, Lavenham
- 2004: Treasures of the Forgotten Forest – ANF Gruppenausstellung, Wildlife Art Gallery, Lavenham
- 2005: In a Natural Light – Soloausstellung, Wildlife Art Gallery, Lavenham; Aig an Oir – SWLA Gruppenausstellung, Edinburgh Botanic Gardens, Edinburgh
- 2006: ‘White Horizons’, Ausstellung Antarctic paintings, Edinburgh International Conference Centre
- 2006: The Great Fen – Artists for Nature Foundation (ANF) Gruppenausstellung, Byard Gallery, Cambridge
- 2007: Natural moments – Drei-Mann-Ausstellung, Wildlife Art Gallery, Lavenham
- 2009: Chris Rose – recent paintings – Soloausstellung, Wildlife Art Gallery, Lavenham; Between the Tides – Soloausstellung, Waterson House, Aberlady
- 2011: Artists for Albatrosses – Zwei-Mann-Ausstellung, Air Gallery, London
- 2012: Birds of the World – Tryon Gallery, London

## Auszeichnungen
- 1986: Bird Illustrator of the Year (Journal British Birds)
- 1991: European Bird Artist of the Year
- 2001: European Bird Artist of the Year – Gewinner Schwarz/Weiß-Kategorie
- 2005: European Bird Artist of the Year (Swarovski magazine und Birdwatch magazine)